# U-29 (1913)
U-29 — подводная лодка (ПЛ) Императорских военно-морских сил Германии, вошедшая в строй в августе 1914 года. Участвовала в Первой мировой войне. Совершила единственный боевой поход под командой знаменитого аса-подводника О. Веддигена, потопив четыре судна. Погибла в бою 18 марта 1915 года.

## Постройка
U-29 была третьей ПЛ типа U-27. Она была заказана по программе 1912 года, строительство осуществлялось на Императорской верфи в Данциге. ПЛ была спущена на воду в октябре 1913 года, вошла в строй 1 августа 1914 года. Она была оснащена дизель-электрическим двигателем с дальностью плавания до 9770 миль (примерно 18 тыс. км) в надводном положении. Вооружение составляли 4 торпедных аппарата калибра 500 мм и одно надводное 105-мм орудие.

## Служба

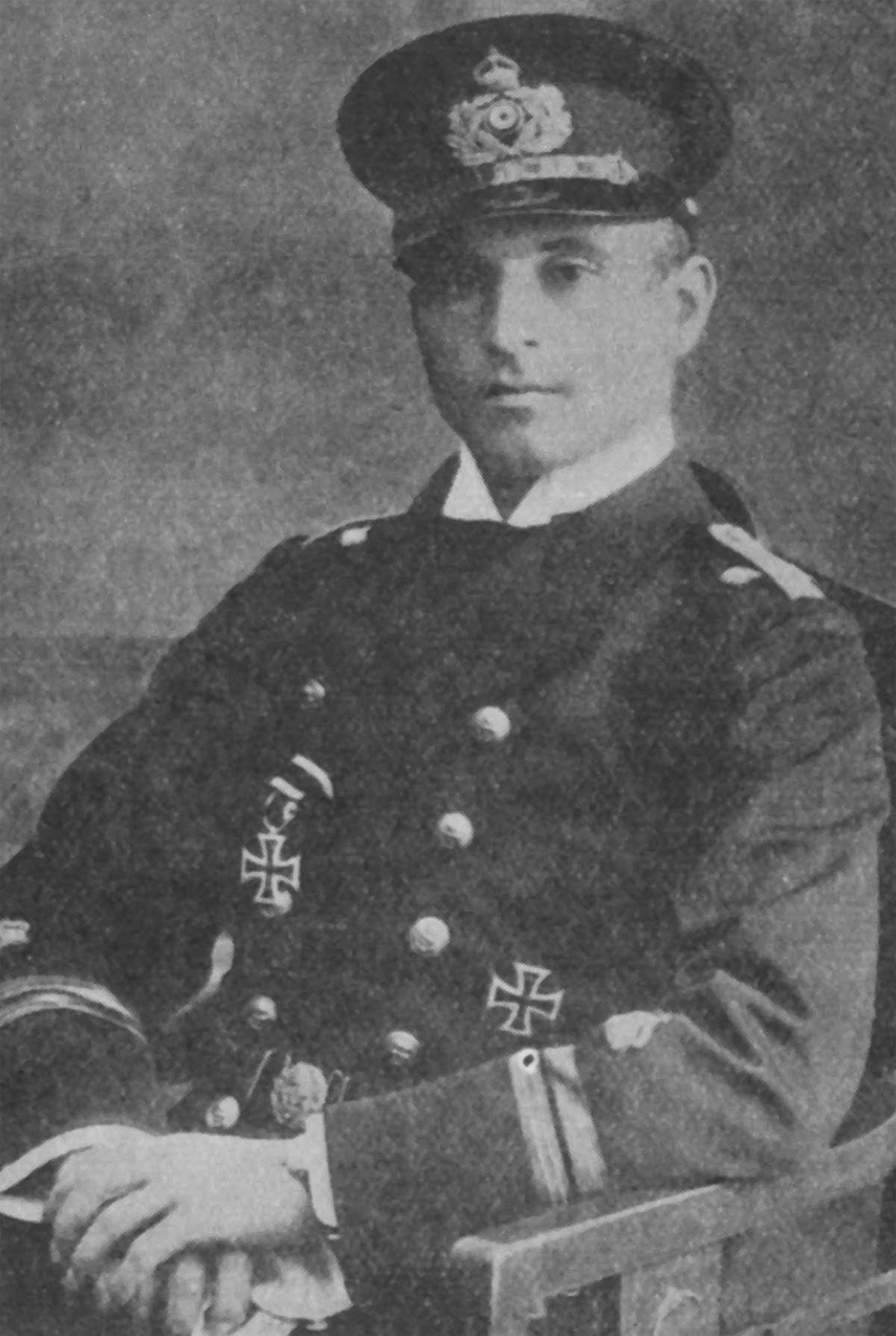
Командир U-29 О. Веддиген, погибший вместе с лодкой

Вступив в строй 1 августа 1914 года, лодка несколько месяцев не участвовала в боевых действиях. 16 февраля 1915 года командиром U-29 стал капитан-лейтенант Отто Веддиген, прославившийся в первые месяцы войны потоплением нескольких крупных боевых кораблей британского флота (так, 22 сентября 1914 года ПЛ U-9 под его командованием в течение одного часа уничтожила сразу три английских броненосных крейсера, а 14 октября — лёгкий крейсер). В марте под командованием Веддигена U-29 вышла в свой первый боевой поход в Северное море. Во время похода были произведены несколько атак против транспортных судов: 11 марта потоплено французское судно «Огюст Консель» и повреждено британское «Аденвен», 12 марта потоплены три британских судна — «Андалузиэн», «Хедлендс» и «Индиан Сити», 14 марта повреждено британское «Аталанта». Общее водоизмещение потопленных транспортов составило 12934 тонн.

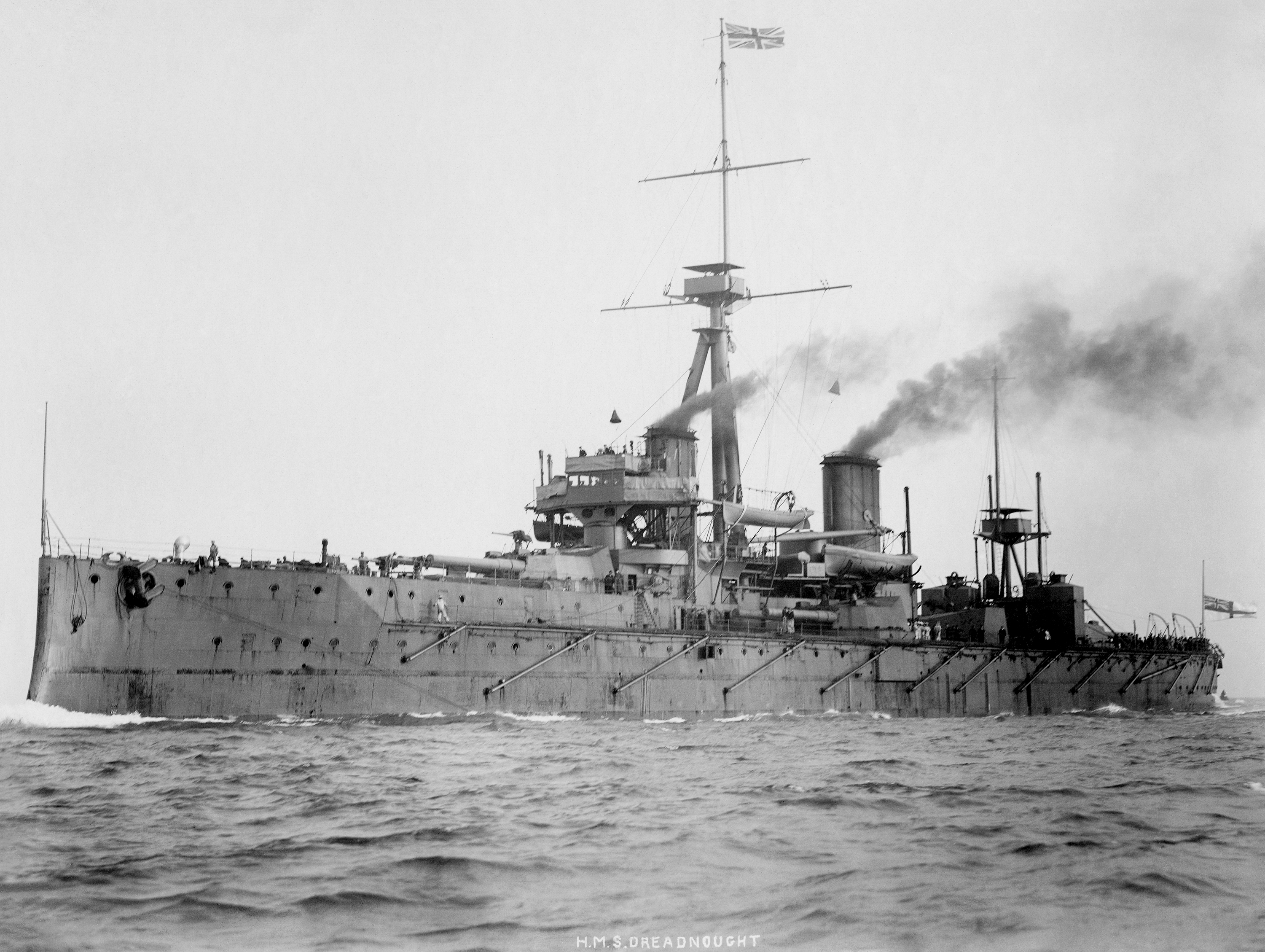
Британский линейный корабль «Дредноут», потопивший U-29

18 марта около полудня U-29 обнаружила британские линейные корабли, возвращавшиеся в базу Кромарти, и вышла на них в атаку. Она выпустила торпеду по линкору «Нептун», но промахнулась. Около 12:28 перископ ПЛ был замечен с линкора «Дредноут» на расстоянии приблизительно 8 кабельтовых. Линкор развернулся на лодку и увеличил ход до 17,5 узлов. На ПЛ скорее всего не заметили атаковавший их корабль. «Дредноут» открыл огонь по лодке из 76-мм орудий, однако безрезультатно. В 12:35 U-29 двигалась прежним курсом и «Дредноут» пошёл на таран. Удар форштевнем «Дредноута» пришёлся в корму лодки по правому борту; корпус ПЛ оказался перерезан на две части. Носовая часть на какое-то время поднялась из воды и на ней чётко было видно название лодки — U-29. Лодка пошла ко дну в точке с примерными координатами 58°20′ с. ш. 0°57′ в. д.. Весь экипаж U-29, 31 человек, включая Веддигена, погиб вместе с ней. «Дредноут» стал единственным линкором Королевского флота, в одиночку уничтожившим корабль противника.

## В культуре
Эта лодка фигурирует в рассказе Говарда Филлипса Лавкрафта «Храм», как затонувшая при мистических обстоятельствах и нашедшая покой среди подводных руин Атлантиды.